# جک موروود
جک موروود (انگلیسی: Jack Moorwood; july ۱۸۹۶) بازیکن فوتبال اهل بریتانیا بود.
از باشگاه‌هایی که در آن بازی کرده است می‌توان به باشگاه فوتبال ورکسام، باشگاه فوتبال آلفرتون تاون، و باشگاه فوتبال استوک سیتی اشاره کرد.